# 全国高等専門学校ラグビーフットボール大会
全国高等専門学校ラグビーフットボール大会（ぜんこくこうとうせんもんがっこうラグビーフットボールたいかい）とは、毎年1月初旬に行われる高等専門学校（高専）のラグビー部を対象とした全国大会。全国高等専門学校連合会と、日本ラグビーフットボール協会が共催する。会場は、主に神戸総合運動公園ユニバー記念競技場（兵庫県神戸市須磨区）が使われている。
高等専門学校は、2022年度に国公私立合わせて57校あり、そのうちラグビー部があるのは33校（2023年3月時点）となっている。この大会は、各地域代表10チームで争われる。第54回（2024年1月開催）参加校の内訳は、北海道1、東北2、関東信越・東海北陸1、近畿1、中国・四国2、九州沖縄2、開催県1となる。
1971年に第1回大会が行われ、8チームが出場した。初代優勝校は北九州工業高等専門学校だった。準優勝の私立大阪工業高等専門学校は、その後、摂南大学へと転換したため、チームは現在の摂南大学ラグビー部の前身にあたる。
最多優勝は、仙台高等専門学校名取キャンパスの15回。
第19回大会（1989年1月4日開幕）では、開催期間中（準決勝まで実施済み）の1月7日朝に昭和天皇が崩御。同日午前10時に、翌日開催予定の決勝戦を中止することを発表し、両校優勝とした。
第51回大会（2021年1月開催）は、新型コロナウイルス感染症の流行により佐世保工業高等専門学校が出場辞退するなど影響を受けた。1月6日には兵庫県神戸市に対する暴風雪警報を受け、準決勝を2日順延、決勝を1日順延した。また決勝戦は関西ラグビーフットボール協会公式YouTubeチャンネルで大会として初めてライブ配信された

## 歴代決勝記録
| 回数 | 試合日         | 優勝チーム             | スコア                       | 準優勝チーム       | 大会開催地                                                    | 備考                        |
| ---- | -------------- | ---------------------- | ---------------------------- | ------------------ | ------------------------------------------------------------- | --------------------------- |
| 1    | 1971年1月7日   | 北九州工業(1)          | 15－5                        | 私立大阪工業       | 天理高校グラウンド                                            | [ 3 ]                       |
| 2    | 1971年12月30日 | 北九州工業(2)          | 27－8                        | 函館工業           | 天理高校グラウンド                                            | [ 8 ]                       |
| 3    | 1973年1月8日   | 北九州工業(3)          | 38－16                       | 富山商船           | 京都市西京極球技場                                            | [ 9 ]                       |
| 4    | 1974年1月7日   | 函館工業(1)            | 27－11                       | 富山商船           | 姫路市立陸上競技場                                            | [ 10 ]                      |
| 5    | 1975年1月7日   | 富山商船(1)            | 13－3                        | 函館工業           | 和歌山紀三井寺球技場                                          | [ 11 ]                      |
| 6    | 1976年1月7日   | 函館工業(2)            | 27－7                        | 富山商船           | 姫路市立陸上競技場                                            | [ 12 ]                      |
| 7    | 1977年1月8日   | 富山商船(2)            | 15－14                       | 都城工業           | 尼崎市陸上競技場                                              | [ 13 ]                      |
| 8    | 1978年1月8日   | 函館工業(3)            | 40－0                        | 宇部工業           | 姫路市立陸上競技場                                            | [ 14 ]                      |
| 9    | 1979年1月8日   | 佐世保工業(1)          | 13－0                        | 神戸市立工業       | 尼崎市陸上競技場                                              | [ 15 ]                      |
| 10   | 1980年1月8日   | 久留米工業(1)          | 7－3                         | 佐世保工業         | 姫路市立陸上競技場                                            | [ 16 ]                      |
| 11   | 1981年1月8日   | 神戸市立工業(1)        | 28－7                        | 都城工業           | 神戸市立工業高専グラウンド                                    | [ 17 ]                      |
| 12   | 1982年1月8日   | 都城工業(1)            | 21－4                        | 神戸市立工業       | 姫路市立陸上競技場                                            | [ 18 ]                      |
| 13   | 1983年1月8日   | 大阪府立大(1)          | 16－4                        | 秋田工業           | 神戸市立工業高専グラウンド 神戸市立中央球技場                 | [ 19 ]                      |
| 14   | 1984年1月8日   | 松江工業(1)            | 24－9                        | 都城工業           | 姫路市立球技スポーツセンター                                  | [ 21 ]                      |
| 15   | 1985年1月8日   | 大阪府立大(2)          | 16－4                        | 松江工業           | 神戸市立工業高専グラウンド 神戸市立中央球技場                 | [ 22 ]                      |
| 16   | 1986年1月8日   | 都城工業(2)            | 21－9                        | 宮城高専           | 姫路市立球技スポーツセンター                                  | [ 23 ]                      |
| 17   | 1987年1月8日   | 宮城工業(1)            | 25－0                        | 宇部工業           | 神戸総合運動公園ユニバー記念競技場                            | [ 24 ]                      |
| 18   | 1988年1月8日   | 宮城工業(2)            | 10－0                        | 八代工業           | 神戸総合運動公園ユニバー記念競技場                            | [ 25 ]                      |
| 19   | 1989年1月8日   | 宇部工業(1)            | 天皇崩御 のため中止 両校優勝 | 都城工業(3)        | 神戸総合運動公園ユニバー記念競技場                            | [ 4 ]                       |
| 20   | 1990年1月8日   | 大阪府立大(3)          | 40－14                       | 都城工業           | 神戸市立工業高専グラウンド 神戸総合運動公園ユニバー記念競技場 | [ 26 ]                      |
| 21   | 1991年1月8日   | 函館工業(4)            | 16－14                       | 宮城工業           | 神戸市立工業高専グラウンド 神戸総合運動公園ユニバー記念競技場 | [ 27 ]                      |
| 22   | 1992年1月8日   | 都城工業(4)            | 16－14                       | 神戸市立工業       | 神戸市立工業高専グラウンド 神戸総合運動公園ユニバー記念競技場 | [ 28 ]                      |
| 23   | 1993年1月11日  | 都城工業(5)            | 10－3                        | 神戸市立工業       | 神戸総合運動公園ユニバー記念競技場                            | [ 29 ]                      |
| 24   | 1994年1月9日   | 久留米工業(2)          | 10－8                        | 都城工業           | 神戸市立工業高専グラウンド                                    | [ 30 ]                      |
| 25   | 1995年1月9日   | 久留米工業(3)          | 11－0                        | 都城工業           | 神戸総合運動公園ユニバー記念競技場                            | [ 31 ]                      |
| 26   | 1996年1月9日   | 宮城工業(3)            | 14－7                        | 神戸市立工業       | 神戸総合運動公園ユニバー記念競技場                            | [ 32 ]                      |
| 27   | 1997年1月7日   | 宮城工業(4)            | 27－3                        | 神戸市立工業       | 北九州市立本城陸上競技場                                      | [ 33 ]                      |
| 28   | 1998年1月9日   | 都城工業(6)            | 18－15                       | 宮城工業           | 神戸総合運動公園ユニバー記念競技場                            | [ 34 ]                      |
| 29   | 1999年1月9日   | 宮城工業(5)            | 20－5                        | 神戸市立工業       | 神戸総合運動公園ユニバー記念競技場                            | [ 35 ]                      |
| 30   | 2000年1月9日   | 宮城工業(6)            | 47－7                        | 函館工業           | 神戸総合運動公園ユニバー記念競技場                            | [ 36 ]                      |
| 31   | 2001年1月9日   | 宮城工業(7)            | 36－9                        | 久留米工業         | 神戸総合運動公園ユニバー記念競技場                            | [ 37 ]                      |
| 32   | 2002年1月9日   | 神戸市立工業(2)        | 13－5                        | 宮城工業           | 神戸総合運動公園ユニバー記念競技場                            | [ 38 ]                      |
| 33   | 2003年1月9日   | 宮城工業(8)            | 41－0                        | 神戸市立工業       | 神戸総合運動公園ユニバー記念競技場                            | [ 39 ] [ 40 ]               |
| 34   | 2004年1月9日   | 神戸市立工業(3)        | 29－5                        | 宮城工業           | 神戸市立工業高専グラウンド 神戸ウイングスタジアム             | [ 41 ]                      |
| 35   | 2005年1月9日   | 神戸市立工業(4)        | 53－15                       | 函館工業           | 神戸総合運動公園ユニバー記念競技場                            | [ 42 ]                      |
| 36   | 2006年1月9日   | 神戸市立工業(5)        | 32－7                        | 宮城工業           | 神戸総合運動公園ユニバー記念競技場                            | [ 43 ] [ 44 ]               |
| 37   | 2007年1月9日   | 宮城工業(9)            | 24－5                        | 神戸市立工業       | 神戸総合運動公園ユニバー記念競技場                            | [ 45 ] [ 46 ]               |
| 38   | 2008年1月9日   | 神戸市立工業(6)        | 32－14                       | 宮城工業           | 神戸総合運動公園ユニバー記念競技場                            | [ 47 ] [ 48 ] [ 49 ]        |
| 39   | 2009年1月9日   | 神戸市立工業(7)        | 27－0                        | 奈良工業           | 神戸総合運動公園ユニバー記念競技場                            | [ 50 ] [ 51 ]               |
| 40   | 2010年1月9日   | 奈良工業(1)            | 8－5                         | 神戸市立工業       | 神戸総合運動公園ユニバー記念競技場                            | [ 52 ] [ 53 ] [ 54 ]        |
| 41   | 2011年1月9日   | 仙台名取キャンパス(10) | 24－5                        | 奈良工業           | 神戸総合運動公園ユニバー記念競技場                            | [ 55 ] [ 56 ] [ 57 ] [ 58 ] |
| 42   | 2012年1月9日   | 神戸市立工業(8)        | 22－12                       | 仙台名取キャンパス | 神戸総合運動公園ユニバー記念競技場                            | [ 59 ] [ 60 ] [ 61 ]        |
| 43   | 2013年1月9日   | 神戸市立工業(9)        | 33－12                       | 仙台名取キャンパス | 神戸総合運動公園ユニバー記念競技場                            | [ 62 ] [ 63 ] [ 64 ]        |
| 44   | 2014年1月9日   | 仙台名取キャンパス(11) | 5－0                         | 奈良工業           | 神戸総合運動公園ユニバー記念競技場                            | [ 65 ] [ 66 ]               |
| 45   | 2015年1月9日   | 仙台名取キャンパス(12) | 50－0                        | 奈良工業           | 神戸総合運動公園ユニバー記念競技場                            | [ 67 ] [ 68 ]               |
| 46   | 2016年1月9日   | 仙台名取キャンパス(13) | 25－24                       | 奈良工業           | 神戸総合運動公園ユニバー記念競技場                            | [ 69 ] [ 70 ]               |
| 47   | 2017年1月9日   | 仙台名取キャンパス(14) | 27－8                        | 奈良工業           | 神戸総合運動公園ユニバー記念競技場                            | [ 71 ] [ 72 ]               |
| 48   | 2017年12月27日 | 神戸市立工業(10)       | 50－14                       | 仙台名取キャンパス | 神戸総合運動公園ユニバー記念競技場                            | [ 73 ] [ 72 ]               |
| 49   | 2019年1月9日   | 奈良工業(2)            | 14－12                       | 神戸市立工業       | 天理親里ラグビー場                                            | [ 74 ] [ 75 ]               |
| 50   | 2020年1月9日   | 奈良工業(3)            | 33－0                        | 仙台名取キャンパス | 神戸総合運動公園ユニバー記念競技場                            | [ 76 ]                      |
| 51   | 2021年1月10日  | 奈良工業(4)            | 43－0                        | 宇部工業           | 神戸総合運動公園ユニバー記念競技場                            | [ 77 ] [ 78 ] [ 6 ]         |
| 52   | 2022年1月9日   | 奈良工業(5)            | 76－17                       | 久留米工業         | 神戸総合運動公園ユニバー記念競技場                            | [ 79 ] [ 80 ]               |
| 53   | 2023年1月9日   | 仙台名取キャンパス(15) | 38－7                        | 津山工業           | 神戸総合運動公園ユニバー記念競技場                            | [ 81 ] [ 82 ]               |
| 54   | 2024年1月9日   | 奈良工業(6)            | 45－3                        | 仙台名取キャンパス | 神戸総合運動公園ユニバー記念競技場                            | [ 83 ] [ 84 ]               |
| 55   | 2025年1月9日   | 奈良工業(7)            | 22-19                        | 仙台名取キャンパス | 神戸総合運動公園ユニバー記念競技場                            | [ 85 ] [ 86 ] [ 87 ]        |

| 優勝回数（５回以上） | 優勝回数（５回以上） | 連覇数（３連覇以上・カッコ内数字は優勝大会回） | 連覇数（３連覇以上・カッコ内数字は優勝大会回） |
| -------------------- | -------------------- | ---------------------------------------------- | ---------------------------------------------- |
| 15                   | 仙台名取             | 4                                              | 仙台名取（４４・４５・４６・４７）             |
| 10                   | 神戸市立工業         | 4                                              | 奈良工業（４９・５０・５１・５２）             |
| （9）                | （宮城工業）         | 3                                              | 北九州工業（１・２・３）                       |
| 7                    | 奈良工業             | 3                                              | 宮城工業（２９・３０・３１）                   |
| 6                    | 都城工業             | 3                                              | 神戸市立工業（３４・３５・３６）               |